# جورج ليسي هيلير
جورج ليسي هيلير ( 6 حزيران 1856 في سيدنهام - 11 شباط 1941 في لندن)  كان درّاجاً إنجليزياً في سباق الدراجات، ورائداً في سباق الدراجات البريطاني، ورياضيًّا ممتازاً في جميع أنحاء العالم. كان أحد مؤسسي نادي تشيتشستر ومقاطعة الدراجات النارية، وشغل منصب رئيسه. كان عضوا في أندية رياضية أخرى وكان السكرتير السباق في نادي لندن للدراجات والرياضة. وعلى هذا النحو، بدأ في عام 1891 بناء مضمار سباق هيرن هيل في جنوب لندن.  في عام 1881 كان هيلير بطل وطني للدراجات على مسافات مختلفة. في عام 1885 سافر إلى لايبزيغ، وفاز بسباق عشرة كيلومترات ضد البطل الألماني جون بوندت، وسجل رقما قياسيا جديدا على المضمار. 
فحصل هيلير على شريط لاصق عليه آنية المائدة المطلية بالفضة وميدالية.
كتب هيلير العديد من الكتب بما في ذلك كتاب «ركوب الدراجات» المؤلف من 500 صفحة لمكتبة بادمينتون مع ويليام كيبيل، الإيرل السابع من ألبيمارل، في عام 1887. في وقت لاحق واصل هيلير العمل ككاتب وصحفي، وكذلك في بورصة لندن، مثل والده من قبله. ويقع قبره في لندن في مقبرة بروكلي وليديويل.

## مؤلفاته
- Ease in The Art of Cycling - The Art of Train Irens for Radwettfahren with THS Walker, Berlin 1888
- Cycling, The Badminton Library, London, 1887, with William Keppel, 7th Earl of Albemarle
- Cycles - Past and Present, Edinburgh 1892
- All about cycling, London 1896
- Wrinkles for Cyclists, London 1898
- The Potterers Club, a cycling novel Gale and Polden Ltd. circa 1895